# Liste des maires de Moissac
Cet article dresse une liste par ordre de mandat des maires de Moissac.

## Liste des maires
| Période                                  | Période        | Identité                | Étiquette      | Qualité                                                                     |
| ---------------------------------------- | -------------- | ----------------------- | -------------- | --------------------------------------------------------------------------- |
| Les données manquantes sont à compléter. |                |                         |                |                                                                             |
| 1790                                     |                | Pierre Duprat           |                |                                                                             |
| 1795                                     | 1796           | M. Delvolve             |                |                                                                             |
| 1796                                     |                | M. Plantade             |                |                                                                             |
| 1796                                     |                | M. Delbrel              |                |                                                                             |
| 1797                                     |                | M. Delbrel-Casse        |                |                                                                             |
| 1798                                     |                | M. Detours              |                |                                                                             |
| 1801                                     |                | M. Perrin de Grandpre   |                |                                                                             |
| 1808                                     | 1815           | Pierre Detours          |                |                                                                             |
| 1815                                     | 1815           | M. Izernes              |                |                                                                             |
| 1815                                     | 1829           | Pierre Detours          |                |                                                                             |
| 1829                                     | 1830           | M. de Raffin de Giscard |                |                                                                             |
| 1830                                     | 1830           | M. Arnal                |                |                                                                             |
| 1830                                     | 1832           | Géraud Couche           |                |                                                                             |
| 1832                                     | 1835           | Arnaud Gouges-Boutal    |                |                                                                             |
| 1835                                     | 1838           | Hugues Joseph Cabanes   |                |                                                                             |
| 1838                                     | 1848           | Arnaud Colombie         |                |                                                                             |
| 1848                                     |                | M. Lacombe              |                |                                                                             |
| 1848                                     |                | M. Boissonnet           |                |                                                                             |
| 1848                                     | 1850           | Charles Massip          |                |                                                                             |
| 1850                                     | 1850           | Joseph Chabrie          |                |                                                                             |
| 1850                                     | 1853           | Félix Peres             |                |                                                                             |
| 1853                                     | 1858           | Charles Massip          |                |                                                                             |
| 1858                                     | 1870           | Jean Catusse            |                |                                                                             |
| 1870                                     | 1870           | Adrien Lagreze-Fossat   |                |                                                                             |
| 1870                                     | 1871           | Alphonse Delbrel        |                |                                                                             |
| 1871                                     | 1872           | Bernard Fieuzal         |                |                                                                             |
| 1872                                     | 1874           | Pierre Chabrié          |                | Conseiller général de Moissac Député                                        |
| 1874                                     | 1875           | Jean Catusse            |                |                                                                             |
| 1875                                     | 1876           | Jean-Baptiste Capgras   |                |                                                                             |
| 1876                                     | 1877           | Pierre Chabrié          |                | Conseiller général de Moissac Député                                        |
| 1877                                     | 1878           | Bernardin Fieuzal       |                |                                                                             |
| 1878                                     | 1894           | Pierre Chabrié          |                | Conseiller général de Moissac Député                                        |
| 1894                                     | 1895           | Camille Delthil         |                | Poète Sénateur                                                              |
| 1895                                     | 1919           | Adrien Chabrié          | RG             | Député, Sénateur, conseiller général                                        |
| 1919                                     | 1925           | Raymond Salers          |                | Député                                                                      |
| 1925                                     | 1941           | Roger Delthil           | PRRRS          | Magistrat Conseiller général de Moissac Député Sénateur                     |
| 1941                                     | 1944           | M. Moles                |                |                                                                             |
| 1944                                     | 1951           | Roger Delthil           | PRRRS          | Magistrat Conseiller général de Moissac Député Sénateur                     |
| 1951                                     | 1959           | Maurice Villeneuve      |                |                                                                             |
| 1959                                     | 1971           | Jean Delvolvé           |                | Conseiller d'État                                                           |
| 1971                                     | 1986           | Armand Rigal            | PRRRS puis MRG | Conseiller général de Moissac-1                                             |
| 1986                                     | 5 avril 2014   | Jean-Paul Nunzi         | PS             | Enseignant Conseiller général de Moissac-1 Député (1988-1993 et 1997-2002)  |
| 5 avril 2014                             | 4 juillet 2020 | Jean-Michel Henryot,    | UMP puis LR    | 2e vice-président de la CC Terres des Confluences,                          |
| 4 juillet 2020                           | En cours       | Romain Lopez            | RN             | 2e vice-président de la CC Terres des Confluences, Conseiller départemental |